# Rejon alikowski
Rejon alikowski (ros. Аликовский район, czuw. Элĕк районĕ) – rejon w należącej do Rosji nadwołżańskiej republice Czuwaszji.

## Położenie i powierzchnia
Rejon alikowski ma powierzchnię 554,1 km². Zdecydowaną większość obszaru (prawie 85%) stanowią obszary wykorzystywane rolniczo, zwłaszcza pastwiska i łąki, zajmujące prawie 2/3 terytorium rejonu. Grunty orne zajmują niespełna 20% powierzchni. Tylko ok. 6% rejonu porastają lasy.
Przez rejon płyną dość liczne, choć niewielkie rzeki

## Klimat
Rejon leży w klimacie umiarkowanym kontynentalnym. Średnia temperatura powietrza w styczniu to –12,9 °C, a w lipcu – +18,3 °C. Najniższa zanotowana w rejonie alikowskim temperatura to –44 °C, zaś najwyższa – +37 °C. Rocznie na tym obszarze notuje się 552 mm opadów, które występują głównie w ciepłej połowie roku.

## Ludność
1 stycznia 1999 w rejonie alikowskim żyło ok. 22,1 tys. osób. Całość populacji stanowi ludność wiejska, gdyż na obszarze tej jednostki podziału administracyjnego nie ma miast.
Gęstość zaludnienia w rejonie wynosi 42,5 os./km²
Zdecydowaną większość ludności (około 98%) stanowią Czuwasze. Pozostali to głównie Rosjanie, Tatarzy, Mordwini i Ukraińcy.

### Stolica i ośrodki osadnicze
Ośrodkiem administracyjnym rejonu jest wieś Alikowo. Oprócz niej na terenie rejonu znajduje się 116 innych wsi.

## Gospodarka
Podstawą gospodarki w rejonie jest rolnictwo. Jest ono nastawione głównie na hodowlę o kierunku mleczno-mięsnym (bydło, owce, świnie). Ponadto istotne znaczenie ma uprawa ziemniaków, zbóż, roślin paszowych oraz warzyw.
Przemysł jest rozwinięty słabo i nie ma dla gospodarki rejonu większego znaczenia, pełniąc rolę służebną względem rolnictwa. Drobny przemysł spożywczy przetwarza płody rolne, zarówno na potrzeby wewnętrznego rynku rejonu, jak i dla pozostałych części kraju. Ponadto istnieją niewielkie inne zakłady przemysłowe związane z branżą remontowo-mechaniczną oraz przemysłem lekkim (produkcja obuwia, odzieży).
Na terenie rejonu nie praktycznie surowców mineralnych, nie licząc niewielkich złóż iłu.

## Historia
Rejon utworzono 5 września 1927 r.